# Jakov Xoxa
Jakov Xoxa, född 15 april 1923 i Fieri i Albanien, död 17 februari 1979 i Budapest i Ungern, var en albansk författare.
Jakov Xoxa studerade vid gymnasieskolan Qemal Stafa i Tirana i Albanien. Trots sin unga ålder stred han mot fascisterna under andra världskriget. Han fortsatte sina studier i filologi efter kriget. Han började även skriva prosa och lyrik. Sin första roman utgav han 1949. Han anställdes 1957 som professor vid fakulteten för filologi och historia vid Tiranas universitet där han föreläste i många år i litteraturteori.

### Fotnoter
1. ↑  Q. Stafa High School website. ”Historiku”. Arkiverad från originalet den 12 januari 2014. https://web.archive.org/web/20140112013128/http://www.gjimnaziqemalstafa.net/#!historiku.